# Borek (powiat kozienicki)
Borek – wieś sołecka w Polsce położona w województwie mazowieckim, w powiecie kozienickim, w gminie Gniewoszów. Leży przy drodze wojewódzkiej nr 823.
| SIMC    | Nazwa  | Rodzaj    |
| ------- | ------ | --------- |
| 0619930 | Fort   | część wsi |
| 0619946 | Kępa   | część wsi |
| 0619952 | Łaniec | część wsi |
| 0619969 | Ósmaki | część wsi |
| 0619975 | Połać  | część wsi |

W latach 1975–1998 miejscowość należała administracyjnie do województwa radomskiego.
Wierni kościoła rzymskokatolickiego należą do parafii św. Stanisława w Oleksowie.